# Horniella confragosa
Horniella confragosa (лат.) — вид мелких коротконадкрылых жуков рода Horniella из подсемейства ощупники (Pselaphinae, Staphylinidae). Юго-Восточная Азия.
Название «confragosa» означает «трудный», имея в виду сложность определения взаимоотношений между популяциями Маоэр-Шаня (Mao’er Shan) и Лейгун-Шаня (Leigong Shan). 

## Распространение
Юго-Восточная Азия: Китай (Guangxi, Guizhou).

## Описание
Длина тела около 4 мм (3,69—3,86 мм у самцов), красновато-коричневого цвета. Сходен с видами H. sichuanica и H. tianmuensis.
Переднеспинка с антебазальной бороздкой, соединяющей срединную и латеральную антебазальные ямки. Усики 11-члениковые, булава состоит из 3 апикальных сегментов. Ноги тонкие и длинные; бёдра утолщённые. Вид был впервые описан в 2014 году китайскими энтомологами (Zi-Wei Yin и Li-Zhen Li) по материалам из Китая. Включён в видовую группу H. centralis group.